# Coupe continentale de combiné nordique 2021
Navigation
2020 2022
La Coupe continentale de combiné nordique 2021 est la treizième édition de la Coupe continentale, compétition de combiné nordique organisée annuellement depuis 1991. Il s'agit de la compétition internationale de second niveau derrière la Coupe du monde qui est également organisée par la fédération internationale de ski.
Elle se déroule du 11 décembre 2020 au 14 mars 2021. La compétition est fortement perturbée par la pandémie de coronavirus et des courses sont annulées. Finalement, six courses féminines et quatorze courses masculines.
Le classement général est remporté par l'Autrichienne Sigrun Kleinrath et par le Norvégien Simen Tiller.

## Organisation de la compétition

### Programme et sites de compétition
Cette Coupe continentale débute Park City (États-Unis), le 11 décembre 2020 pour les deux sexes. En effet, en raison de la pandémie et du faible nombre d’engagements, seulement les courses masculines ont lieu.
À Klingenthal, en Allemagne, ne sont organisées, du 15 au 17 janvier 2021, que des épreuves masculines. Des épreuves féminines et masculines sont ensuite organisées à Eisenerz (Autriche).
Une étape masculine se déroule début février à Lahti (Finlande), suivie par des compétitions féminine et masculine se déroulant en Norvège, à Rena. La compétition se termine en Russie, à Nijni Taguil.

### Format des épreuves
Les calendriers des hommes et des femmes prévoient des épreuves individuelles (Gundersen et mass-start) et deux épreuves mixte par équipes.

#### Gundersen
Lors d'un Gundersen, les athlètes exécutent premièrement un saut sur un tremplin suivi d’une course de ski de fond de 5 km, 10 km ou 15 km. À la suite du saut, des points sont attribués pour la longueur et le style. Le départ de la course de ski de fond s'effectue selon la méthode Gundersen (1 point = 4 secondes), le coureur occupant la première place du classement de saut s’élance en premier, et les autres s’élancent ensuite dans l’ordre fixé. Le premier skieur à franchir la ligne d’arrivée remporte l’épreuve.
Les trente premiers athlètes à l'arrivée marquent des points suivants la répartition suivante :
| Place  | 1er | 2e | 3e | 4e | 5e | 6e | 7e | 8e | 9e | 10e | 11e | 12e | 13e | 14e | 15e | 16e | 17e | 18e | 19e | 20e | 21e | 22e | 23e | 24e | 25e | 26e | 27e | 28e | 29e | 30e |
| ------ | --- | -- | -- | -- | -- | -- | -- | -- | -- | --- | --- | --- | --- | --- | --- | --- | --- | --- | --- | --- | --- | --- | --- | --- | --- | --- | --- | --- | --- | --- |
| Points | 100 | 80 | 60 | 50 | 45 | 40 | 36 | 32 | 29 | 26  | 24  | 22  | 20  | 18  | 16  | 15  | 14  | 13  | 12  | 11  | 10  | 9   | 8   | 7   | 6   | 5   | 4   | 3   | 2   | 1   |

#### Mass-start
Les compétiteurs disputent une course de fond en partant tous en même temps. Les temps à l'arrivée sont convertis en points ; à ces premiers viendront s'additionner ceux acquis lors de l'épreuve de saut, qui se déroule dans un deuxième temps. L'athlète ayant le plus de points gagne l'épreuve.
Comme pour les épreuves Gundersen, les trente premiers athlètes à l'arrivée marquent des points suivants selon la même répartition.

#### Épreuve mixte par équipes
Deux athlètes femmes et deux athlètes hommes effectuent un saut sur le tremplin. Ensuite, les quatre mêmes athlètes réalisent 2,5 km de ski de fond pour les femmes et 5 km pour les hommes.
Les huit premières équipes à l'arrivée marquent des points pour la Coupe des Nations selon la répartition suivante :
| Place  | 1er | 2e  | 3e  | 4e  | 5e  | 6e  | 7e  | 8e |
| ------ | --- | --- | --- | --- | --- | --- | --- | -- |
| Points | 400 | 350 | 300 | 250 | 200 | 150 | 100 | 50 |

### Dotation financière
Les sommes suivantes sont versées aux athlètes après chaque course :
| Place                     | 1er | 2e  | 3e  | 4e  | 5e  | 6e |
| ------------------------- | --- | --- | --- | --- | --- | -- |
| Épreuve individuelle      | 500 | 400 | 300 | 150 | 100 | 50 |
| Épreuve mixte par équipes | 800 | 500 | 200 | —   | —   | —  |

## Compétition

### Athlètes qualifiés
Le nombre de participants autorisés par nations est calculé après chaque période (la saison est divisé en quatre périodes) en fonction :
- du FIS World Ranking qui est un indicateur prenant notamment en compte le classement général de la compétition [9];
- du classement de la coupe continentale[9].

Chez les hommes, les fédérations ne peuvent engager plus de huit athlètes par course. La nation « à domicile » peut engager quatre athlètes supplémentaires. Chez les femmes, les fédérations peuvent engager cinq athlètes par course et la nation à domicile dispose de quatre places complémentaires
Les fédérations peuvent engager les athlètes qu'elles souhaitent du moment qu'ils sont nés avant le 1er janvier 2005 et qu'ils disposent d'un code FIS.

### Déroulement de la compétition

#### Park City

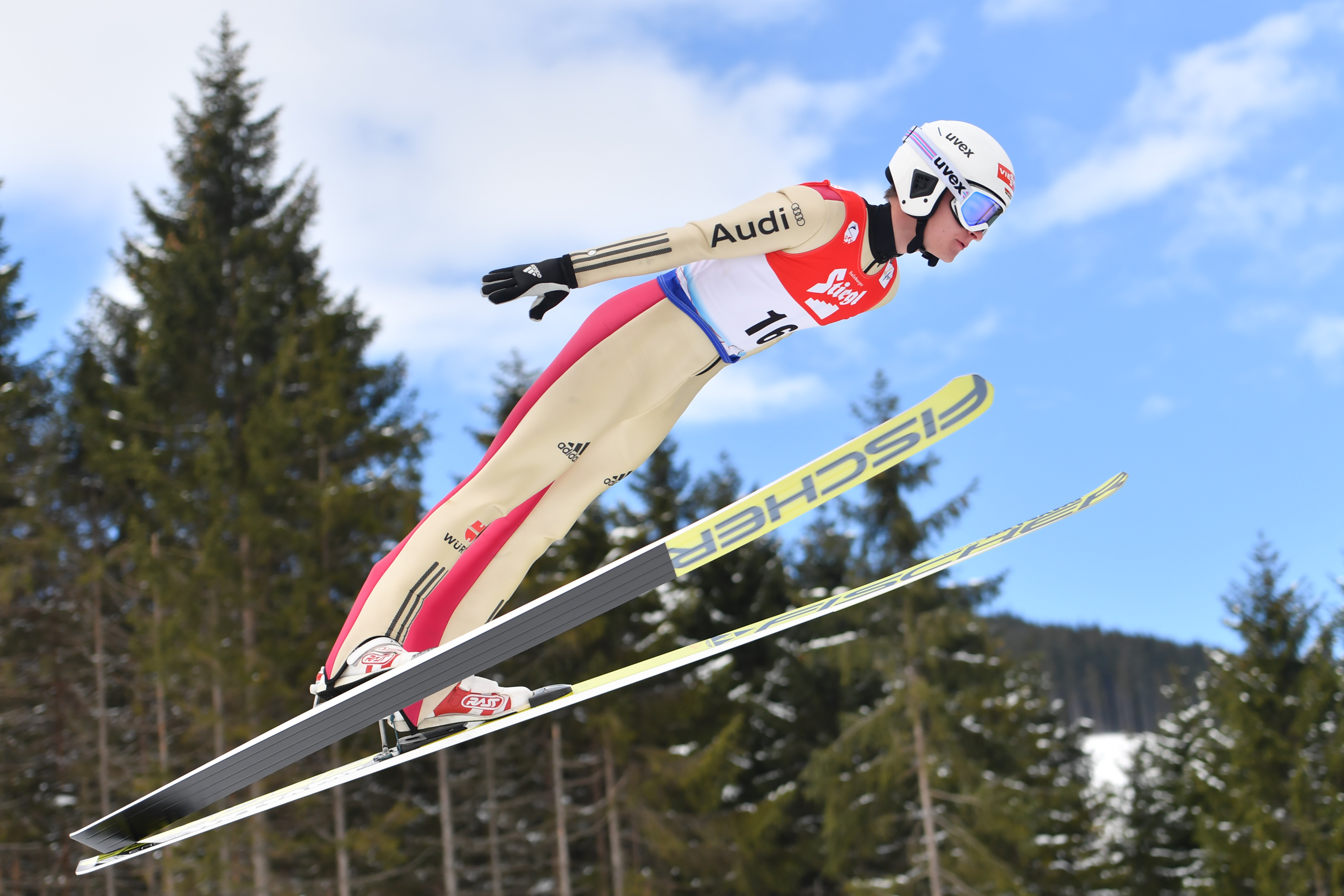
Julian Schmid remporte deux des courses de Park City.

Les courses féminines sont annulés en raison du peu de nations engagées. Chez les hommes, les courses sont maintenues et il y a 30 concurrents inscrits représentant sept nations. Les favoris de ce week-end de compétition sont : Jakob Lange, vainqueur des trois courses et du classement général la saison dernière, Julian Schmid et Vid Vrhovnik.
Lors de la première course, le concourt de saut ne peut pas être disputé en raison du contrôle positif au COVID d'un membre de l'organisation. Le saut de réserve, disputé la veille, est utilisé. Ainsi, c'est le jeune Américain, Niklas Malacinski, qui dispose de 16 secondes d'avance sur Christian Deuschl (de) et 19 secondes sur Simon Hüttel (de). En effet, le jeune américain avait sauté à 97 m et avait bénéficié de bonnes notes de la part des juges. Derrière, Jakob Lange est à 42 secondes et d'autres skieurs rapides sont à environ 1 minute du leader. La course compte 5 tours de 2 km. Niklas Malacinski parvient à rester un tour en tête avant d'être repris par les deux poursuivants. Ensuite, à la mi-ourse, un groupe composé de Jakob Lange et d'une dizaine d'athlètes revient à l'avant de la course. Dans le dernier tour, Jakob Lange attaque et remporte la course. Il devance deux de ces compatriotes Simon Hüttel et Wendelin Thannheimer. Jasper Good termine 4e devant son compatriote Niklas Malacinski et deux autres allemands.
Le lendemain, une mass start est au programme. Dans la course de ski de fond, Jakob Lange devance Théo Rochat et Julian Schmid. L'Allemand a mis 25 min 50 s 1 pour faire les 10 km. Il ne devance que de quelques secondes et donc de quelques points de nombreux athlètes. L'Américain, Stephen Schumann, qui est le dernier concurrent à avoir été lâché par Jakob Lange, n'est qu'à 6,2 points et son compatriote Niklas Malacinski à 12,5 points. En raison des conditions climatiques, le saut est reporté au lendemain. L'épreuve de saut comptant est émaillée par la chute de Simon Hüttel, heureusement sans gravité (il se classe 15e de l'épreuve). Niklas Malacinski (de) réalise la quatrième performance du concours avec un saut de 96 m ce qui lui permet de monter sur son premier podium en coupe continentale. La victoire se joue entre les allemands Julian Schmid et Jakob Lange. Et finalement, c'est Julian Schmid qui l'emporte grâce à un saut de 96 m alors que Jakob Lange ne saute qu'à 92,5 m. Il s'agit de sa première victoire en coupe continentale.
Quelques heures plus tard, deux autrichiens, Christian Deuschl (de) et Thomas Rettenegger (de), dominent le concours de saut. Ensuite, il y a deux Américains, Niklas Malacinski et Jasper Good puis plusieurs athlètes allemands. Dans la course, un regroupement s'opère notamment en raison d'un rythme peu élevé. En fin de course, Julian Schmid et Jakob Lange se détache et c'est Julian Schmid qui remporte la course au sprint. Un troisième Allemand, David Mach, complète le podium. Les Américains Jasper Good et Niklas Malacinski se sont maintenus dans le groupe de tête jusqu'à quelques centaines de mètres de la ligne d'arrivée.

#### Klingenthal

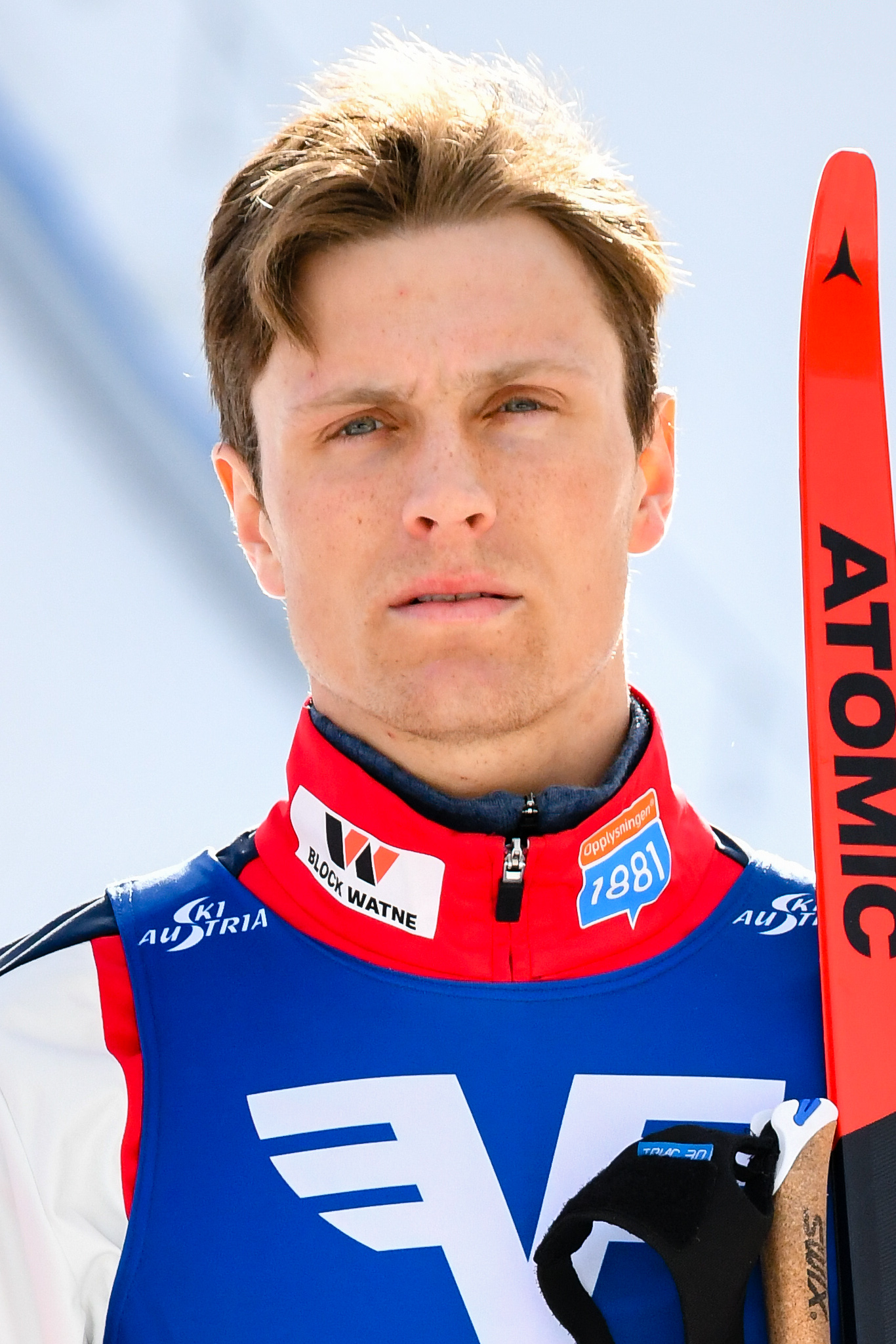
Simen Tiller signe trois podiums, dont deux victoires, à Klingenthal.

À Klingenthal, une mass-start était prévue mais en raison des prévisions météorologiques un Gundersen est finalement organisé
. Finalement le concours de saut ne peut aller à son terme et le saut de réserve disputé la matin est utilisé,. Simen Tiller est le leader après le concours de saut grâce à un saut de 139 m ce qui lui permet de disposer de 26 s d'avance sur Espen Andersen et Christian Deuschl (de). Philipp Orter est quatrième à 30 s et ensuite les écarts sont plus importants,. Lors de la course de 5 km, les positions en tête bougent peu,. Simen Tiller fait la course en tête et il garde une vingtaine de secondes d'avance sur Espen Andersen et sur Philipp Orter qui prend la troisième place. Manuel Einkemmer prend la quatrième place à près d'une minute.
Lors de la deuxième course, Simen Tiller domine un nouvel fois le concours de saut avec un saut à 141,5 m. Il devance de 11 s et 12 s les Autrichiens Christian Deuschl (de) et Manuel Einkemmer (de). Le quatrième, le Polonais Szczepan Kupczak est à une trentaine de secondes alors que les athlètes habitués à la coupe du monde Philipp Orter et Espen Andersen sont à environ une minute,. Lors de la course de ski de fond, Manuel Einkemmer met 3,5 km pour revenir sur Simen Tiller alors qu'un groupe de poursuivants composé de six athlètes essaie de revenir. Finalement Manuel Einkemmer lâche Simen Tiller dans la dernière montée et il l'emporte devant le Norvégien. Derrière, c'est Philipp Orter qui parvient à prendre le meilleur sur les autres membres du groupe de poursuivants et il finit à seulement 7 s du vainqueur. Quatre norvégiens terminent quatrième, cinquième, sixième et septième.
Lors de la troisième et dernière course, c'est à nouveau Simen Tiller qui domine le concours de saut,. Comme la veille, il saute à 141,5 m ce qui lui permet de disposer de 28 s d'avance sur son compatriote Espen Andersen qui a sauté à 140 m. Christian Deuschl (de) est troisième mais à 50 s. La course de ski de fond est une formalité pour Simen Tiller qui accentue même son avance sur Espen Andersen et il s'impose avec plus de trente secondes d'avance sur son poursuivant. Derrière, la bataille pour le podium est serrée. Un groupe composé de Manuel Einkemmer, Philipp Orter et de Leif Torbjørn Næsvold (en) fait la course ensemble avant d'être rejoint en fin de course par Jakob Lange. Finalement ce dernier attaque dans la dernière montée et devance au sprint Leif Torbjørn Næsvold pour la troisième place. À l'issue des trois courses de Klingenthal, Jakob Lange reste leader du classement général de la compétition.

#### Eisenerz

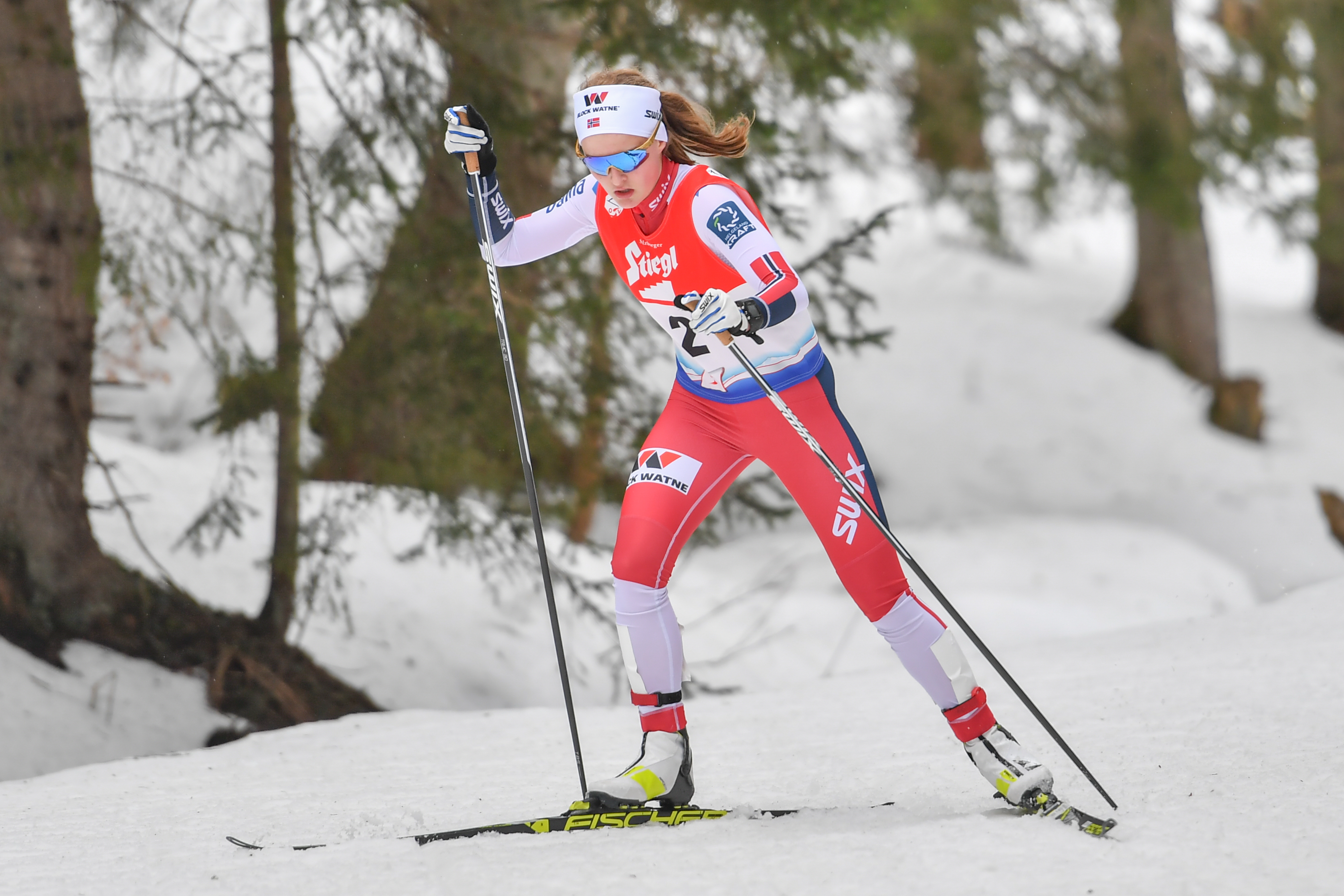
Gyda Westvold Hansen remporte les trois courses féminines du week-end.

Une semaine plus tard, les premières courses féminines sont organisées. Gyda Westvold Hansen domine le concours de saut avec un saut à 110 m. L'Italienne Annika Sieff est deuxième à 18 s avec un saut à 100,5 m. L'Allemande Svenja Würth est troisième et elle devance deux japonaises Anju Nakamura et Ayane Miyazaki. Marte Leinan Lund, une des favorites, est disqualifiée en raison d'une combinaison non conforme et Tara Geraghty-Moats est absente,. Dans la course de ski de fond, Gyda Westvold Hansen fait la course en tête et s'impose. Anju Nakamura, qui réalise le deuxième temps en ski de fond, prend la deuxième place et elle devance Ayane Miyazaki qui termine troisième mais à une minute et 20 s. Chez les hommes, le concours est dominé par deux autrichiens à domicile : Christian Deuschl (de) devance de 11 s Stefan Rettenegger qui a réalisé le plus long saut du jour à 105 m. David Mach est troisième à 28 s et il devance Harald Johnas Riiber, Manuel Einkemmer (de) et Espen Andersen. Lors de la course de ski de fond, Stefan Rettenegger rattrape rapidement Christian Deuschl et il fait la course en tête pour finalement l'emporter. Derrière un groupe de six athlètes se jouent dans le sprint final la deuxième place. Finalement c'est Espen Andersen qui prend la deuxième place et Philipp Orter prend la troisième place à la photo-finish devant Simen Tiller.
Le lendemain, c'est l'Allemande Svenja Würth, ancienne sauteuse spéciale, qui domine le concours de saut avec un saut à 96 m. Ce saut lui permet de disposer de 7 s d'avance sur la vainqueur de la veille, Gyda Westvold Hansen. Sophia Maurus (de) est troisième à 9 s et Mari Leinan Lund, une skieuse rapide est à 27 s. Lors de la course de ski de fond, Gyda Westvold Hansen fait la course en tête et l'emporte. C'est plus serré derrière, avec Anju Nakamura, partie avec un retard de 51 s qui se bat avec Lisa Hirner et Mari Leinan Lund. Finalement cette dernière est lâchée et ne peut prendre que la quatrième place. Au sprint, Anju Nakamura domine Lisa Hirner pour la deuxième place. Chez les hommes, c'est de nouveau  Christian Deuschl (de) qui domine le concours de saut. Il devance de 12 s Espen Andersen et de 31 s Stefan Rettenegger. Lors de la course de ski de fond, Espen Andersen met un tour pour rattraper Christian Deuschl et il s'impose en solitaire. Il devance Stefan Rettenegger d'une vingtaine de secondes et Philipp Orter qui remporte le sprint d'un groupe de cinq athlètes.
Gyda Westvold Hansen remporte également la troisième course,. En effet, cette dernière réalise un saut à 101,5 m ce qui lui permet de disposer de 48 s d'avance sur Annika Sieff et 52 s sur Veronica Gianmoena,. La course de ski de fond est une formalité pour la Norvégienne qui l'emporte finalement avec plus d'une minute et trente secondes d'avance sur Lisa Hirner. Cette dernière, neuvième après le saut, forme avec Mari Leinan Lund, Marte Leinan Lund et Sigrun Kleinrath, un groupe de poursuivantes qui reprend progressivement les athlètes et elles se jouent le deuxième place. Lisa Hirner prend le meilleur au sprint sur Mari Leinan Lund et Marte Leinan Lund. Chez les hommes, Christian Deuschl (de) domine une nouvelle fois la manche de saut avec un saut à 109,5 m. Il devance de 13 s l'Allemand David Mach. Dans la course de ski de fond, Christian Deuschl est rapidement repris par un imposant groupe d'une dizaine d'athlètes. En fin de course, six athlètes se jouent la victoire au sprint et c'est Leif Torbjørn Næsvold (en) qui l'emporte devant Simen Tiller et Philipp Orter.

#### Lahti

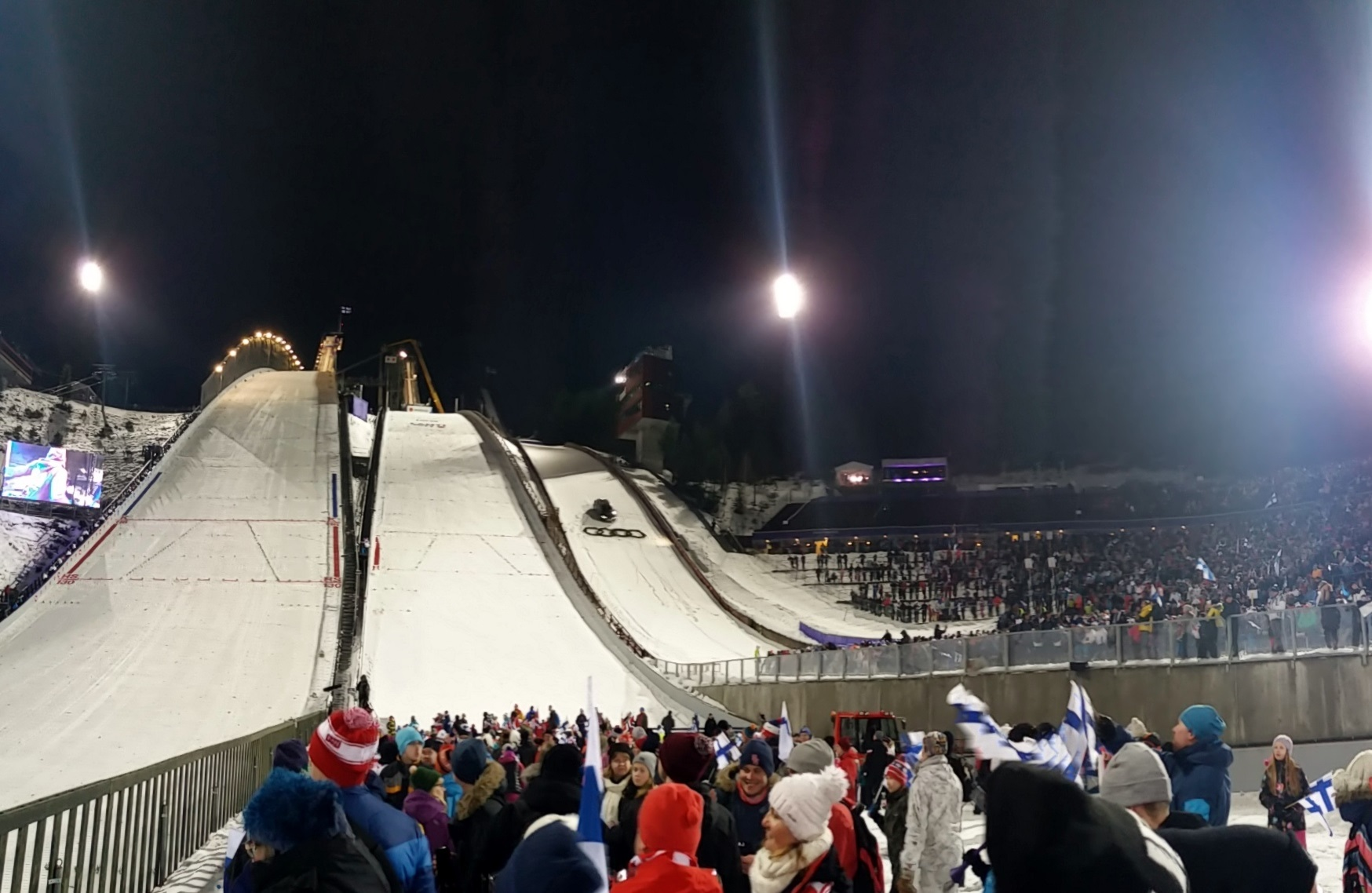
Les tremplins de Lahti, ici en 2017. Le tremplin du centre, HS 100 est utilisée, pour les deux courses.

Lahti accueille deux courses de coupe continentale quelques jours avant les championnats du monde juniors. Lors du concours de saut, c'est à nouveau l'Autrichien Christian Deuschl (de) qui réalise la meilleure performance sur le tremplin. Il saute en effet 97,0 m ce qui lui permet de disposer de 17 s d'avance sur Andreas Skoglund et 20 s sur le Français Mattéo Baud. Lors de la course de ski de fond, Andreas Skoglund met un tour pour rattraper puis lâcher Christian Deuschl. Il skie ensuite en solitaire jusqu'à l'arrivée et il remporte sa première course de coupe continentale,. Derrière, Lars Buraas (de), parti 25e à une minute et 11 s remonte un à un les athlètes jusqu'à revenir sur le groupe de poursuivants composé de Mattéo Baud, Wille Karhumaa et Lars Ivar Skårset (en). En fin de course, Lars Buraas lâche les membres de ce groupe et prend la deuxième place. Au sprint, Wille Karhumaa domine Mattéo Baud pour la troisième place sur le podium. Au classement général, Simen Tiller, onzième en coupe du monde le même jour, reste en tête.
Le lendemain, Andreas Skoglund et Mattéo Baud ne participent afin de préserver pour les championnats du monde juniors. Ainsi, c'est l'Autrichien Christian Deuschl (de) avec un saut à 97 m qui est en tête après le concours de saut. Il devance de 35 s Kasper Moen Flatla (en) et plusieurs skieurs rapides sont à environ une minute et 30 s de la tête. La course de ski de fond modifie totalement le classement. Kasper Moen Flatla rattrape et lâche Christian Deuschl dès le début de la course. À la mi-course, il est rejoint par son compatriote Lars Buraas (de), trentième après le saut et qui s'était élancé une minute et 39 s après le leader. En fin de course, Lars Buraas lâche Kasper Moen Flatla et il remporte sa première course en coupe continentale. L'Américain Jared Shumate (it), parti une seconde avant Lars Buraas dans la course de ski de fond, a profité du sillage du Norvégien pour remonter jusqu'à la troisième place qu'il remporte au sprint devant son compatriote Jasper Good,.

#### Nijni Taguil

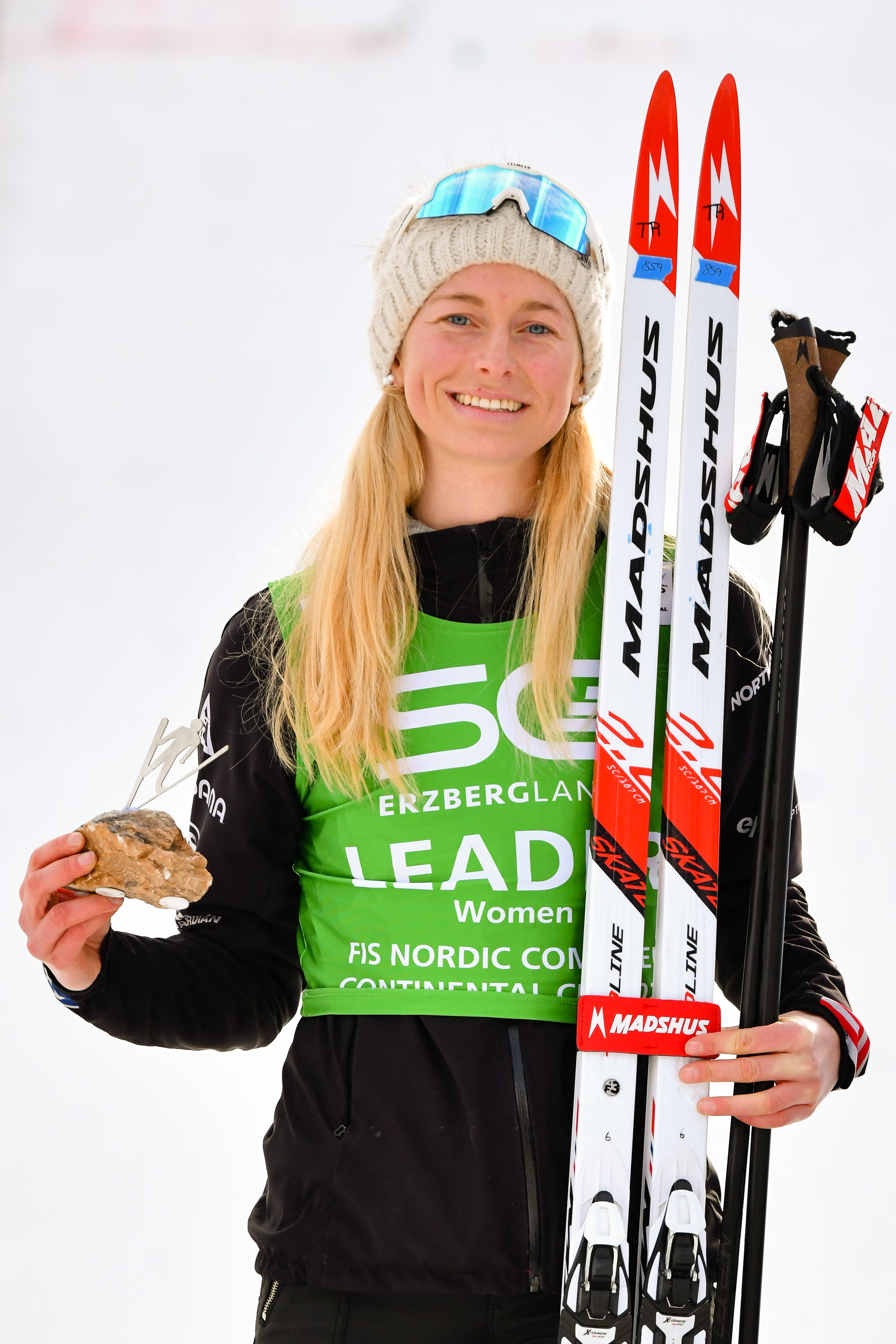
Tara Geraghty-Moats, ainsi que Terence Weber, signe trois victoires chacun lors des courses de Nijni Taguil

Les finales de la compétition ont lieu à Nijni Taguil sur les tremplins Stork. Des compétitions masculines et féminines sont au programme et elle se déroulent très froide (−18 °C lors de la première course). Chez les femmes, il n'y a de nombreuses athlètes absentes notamment les Norvégiennes et finalement seuls dix-neuf athlètes participent,,.
Annalena Slamik domine le concours de saut avec un bond à 89,5 m ce qui lui permet de devancer de 22 s la russe Stefaniya Nadymova. L'ancienne sauteuse spéciale Svenja Würth réalise le plus long saut du concours à 95 m mais elle n'est que troisième car elle n'a pas réalisé de télémark (de) à la réception de son saut. Elle devance d'une seconde sa compatriote Jenny Nowak. La favorite, Tara Geraghty-Moats, est loin à près de deux minutes. Cependant, elle réalise une course de fond très rapide et elle rejoint le groupe de tête de la course de ski de fond lors de la mi-course. Outre Tara Geraghty-Moats, le groupe est composé d'Annalena Slamik, de Stefaniya Nadymova, de Jenny Nowak, de Sigrun Kleinrath ainsi que par Maria Gerboth et Cindy Haasch (en) qui sont également revenues de derrière. Plus rapide, Tara Geraghty-Moats attaque et l'emporte. Sigrun Kleinrath et Maria Gerboth sont les plus rapides du groupe et prennent les deuxième et troisième place. Chez les hommes, c'est le norvégien Lars Ivar Skårset (en) qui est en tête à l'issue du concours de saut grâce à un saut de 94 m. Il devance de 2 s Terence Weber, récent vice-champion du monde par équipes lors des championnats du monde de ski nordique 2021 qui a sauté à 87,5 m. Le leader du classement général de la compétition, Simen Tiller, est troisième à 20 s du leader. Derrière, David Mach est à plus de trente secondes et il devance Thomas Rettenegger (de), Timofey Borisov (no) et Simon Hüttel (de) qui sont à moins d'une minute. Lors de la course de ski de fond, Simen Tiller rejoint dans le premier tour les deux athlètes de tête. Le trio gère son avance jusque dans le dernier tour où un trio de poursuivants composé de Taylor Fletcher et des allemands David Mach et Julian Schmid revient. Finalement, Terence Weber, Simen Tiller et Lars Ivar Skårset attaque dans la dernière montée et lâche les trois concurrents qui venaient de rentrer. Au sprint, Terence Weber remporte sa première course de coupe continentale devant Lars Ivar Skårset et Simen Tiller.
Le lendemain, des mass-start sont au programme. Chez les femmes, la course de ski de fond est à nouveau dominée par l'Américaine Tara Geraghty-Moats qui réalise les 5 km en 13 min 57 s. Elle devance d'une cinquantaine de secondes Anastasia Goncharova qui s'est accroché aux skis de l'Américaine jusqu'à la mi-course. Elle devance de quelques secondes Lisa Hirner, Cindy Haasch (en) et Maria Gerboth. Converti en points, Tara Geraghty-Moats compte près de 14 points d'avance sur Anastasia Goncharova et près de 15 points sur les poursuivantes. Lors du concours de saut à ski, Tara Geraghty-Moats termine quatrième du concours et elle parvient à remporter l'épreuve. Le concours est remporté par Stefaniya Nadymova qui a réalisé un saut de 89 m et elle remonte à la deuxième place. Maria Gerboth prend la troisième place grâce à un saut à 83,5 m,. Sigrun Kleinrath est quatrième devant sa compatriote Lisa Hirner. Chez les hommes, Taylor Fletcher domine la course de ski de fond. Il devance de 46 s son compatriote Stephen Schumann et d'une minute un groupe composé des principaux favoris (notamment David Mach, Julian Schmid, Terence Weber ou encore Lars Ivar Skårset (en)). Ainsi, Taylor Fletcher dispose de 11,5 points d'avance sur Stephen Schumann et d'une quinzaine de points sur les favoris. Lors du concours de saut à ski, Terence Weber saute à 93 m ce qui lui permet de remporter la course. En effet, Taylor Fletcher ne saute qu'à 76 m et ne termine quatrième au classement final. Les deux autres place sur le podium sont prises par Lars Ivar Skårset grâce à un saut de 87,5 m et par David Mach qui a sauté à 84 m.
Lors de la dernière course de la saison, deux sauts sont au programme et 7,5 km pour les femmes (une première) et 15 km pour les hommes,. Chez les hommes, le concours de saut est dominé par Terence Weber, double vainqueur les jours précédents. Il est en tête grâce à des sauts à 97,5 m et un saut plus court à 81,5 m réalisé dans des conditions de vents complexes. Il devance de 27 s Simen Tiller qui a réalisé des sauts de 88 m et 93 m. Lars Ivar Skårset (en) est troisième mais à plus d'une minute. Dans la course de ski de fond, Terence Weber fait la course seul en tête et l'emporte avec une quarantaine de secondes sur Simen Tiller qui s'était un temps rapproché mais qui n'a jamais été en position de rentrer sur l'Allemand. Derrière, Thomas Rettenegger (de), Manuel Einkemmer (de), Julian Schmid et David Mach qui étaient entre la quatrième et la septième place se regroupe afin de constituer un groupe de poursuivants. Thomas Rettenegger est lâché de ce groupe et donc le trio restant parvient à reprendre Lars Ivar Skårset en fin de course. Finalement c'est Julian Schmid qui domine David Mach et Manuel Einkemmer pour le podium. Lars Ivar Skårset est sixième et il devance de quelques secondes le skieur le plus rapide, Taylor Fletcher, parti dix-huitième à plus de quatre minutes. Contrairement à la compétition masculine, la course féminine est décisive pour le classement général de la compétition. En effet, quatre athlètes dont trois présentes sur la course peuvent encore remporter la compétition. Lors du concours de saut à ski, Annalena Slamik réalise deux sauts de 99,5 m et 93,5 m ce qui lui permet de prendre la tête. Elle est suivie de très près (1 s) par Sigrun Kleinrath qui a sauté à 93 m et 88 m. Cette dernière a besoin d'un podium pour remporter le classement général. Stefaniya Nadymova est troisième à plus d'une minute et la double vainqueure Tara Geraghty-Moats est quatrième à près de deux minutes. Lors de la course de ski de fond, Sigrun Kleinrath lâche rapdiement Annalena Slamik et elle est rejointe par Tara Geraghty-Moats dans le deuxième tour. L'Américaine lâche l'Autrichienne et remporte la course avec plus de trente secondes. Elle devance Sigrun Kleirath qui remporte le classement général. Annalena Slamik en tête après le saut prend la troisième place.

### Bilan de la saison
Chez les hommes, le classement général est remporté par Simen Tiller avec 629 points. Il devance son compatriote Lars Ivar Skårset (en) qui a marqué 452 points. David Mach est troisième et Espen Andersen quatrième. La Coupe des Nations est remportée par la Norvège devant l'Allemagne et l'Autriche.
Chez les femmes, c'est l'Autrichienne Sigrun Kleinrath qui remporte le classement général. Elle l'emporte grâce à sa régularité et sa participation aux six courses. Elle se déclare très heureuse et surprise par cette victoire. Elle devance Tara Geraghty-Moats et Gyda Westvold Hansen qui ont remporté trois courses chacune. L'Autriche remporte la Coupe des Nations.

## Classement général

### Individuel
| Rang | Nom                     | Points |
| ---- | ----------------------- | ------ |
| 01   | Sigrun Kleinrath        | 320    |
| 02   | Tara Geraghty-Moats     | 300    |
| 02   | Gyda Westvold Hansen    | 300    |
| 04   | Lisa Hirner             | 243    |
| 05   | Stefaniya Nadymova      | 228    |
| 06   | Annalena Slamik         | 182    |
| 07   | Maria Gerboth           | 180    |
| 08   | Anju Nakamura           | 160    |
| 09   | Cindy Haasch (en)       | 158    |
| 10   | Mari Leinan Lund        | 155    |
| 11   | Sophia Maurus (de)      | 140    |
| 12   | Ayane Miyazaki          | 132    |
| 13   | Annika Sieff            | 130    |
| 14   | Svetlana Gladikova (de) | 107    |
| 15   | Svenja Würth            | 105    |
| 16   | Claudia Purker          | 092    |
| 17   | Anastasia Goncharova    | 091    |
| 18   | Chulpan Valieva         | 083    |
| 18   | Ema Volavšek (de)       | 083    |

| Rang | Nom                        | Points |
| ---- | -------------------------- | ------ |
| 01   | Simen Tiller               | 629    |
| 02   | Lars Ivar Skårset (en)     | 452    |
| 03   | David Mach                 | 447    |
| 04   | Espen Andersen             | 440    |
| 05   | Manuel Einkemmer (de)      | 424    |
| 06   | Jakob Lange                | 411    |
| 07   | Julian Schmid              | 372    |
| 08   | Philipp Orter              | 345    |
| 09   | Wendelin Thannheimer       | 314    |
| 10   | Lars Buraas (de)           | 302    |
| 11   | Terence Weber              | 300    |
| 12   | Niklas Malacinski (de)     | 296    |
| 12   | Leif Torbjørn Næsvold (en) | 277    |
| 14   | Thomas Rettenegger (de)    | 235    |
| 15   | Christian Deuschl (de)     | 234    |
| 16   | Simon Hüttel (de)          | 230    |
| 17   | Marc-Luis Rainer (de)      | 219    |
| 18   | Christian Frank            | 216    |
| 19   | Jasper Good                | 206    |

### Coupe des Nations
Le classement de la Coupe des nations est établi à partir d'un calcul qui fait la somme de tous les résultats obtenus par les athlètes d'un pays dans les épreuves individuelles.
| Rang | Nation     | Points |
| ---- | ---------- | ------ |
| 01.  | Autriche   | 1 214  |
| 02.  | Norvège    | 1 053  |
| 03.  | Allemagne  | 0877   |
| 04.  | Russie     | 0865   |
| 05.  | Japon      | 0697   |
| 06.  | États-Unis | 0550   |
| 07.  | Italie     | 0416   |
| 08.  | Slovénie   | 0083   |

| Rang | Nation     | Points |
| ---- | ---------- | ------ |
| 01.  | Norvège    | 3 170  |
| 02.  | Allemagne  | 2 657  |
| 03.  | Autriche   | 2 654  |
| 04.  | États-Unis | 1 424  |
| 05.  | Japon      | 0541   |
| 06.  | Russie     | 0319   |
| 07.  | Finlande   | 0289   |
| 08.  | France     | 0266   |

## Résultats

### Compétition féminine
| Étape | Date             | Épreuve                            | Vainqueur         | Deuxième          | Troisième         | Leader du classement |
| ----- | ---------------- | ---------------------------------- | ----------------- | ----------------- | ----------------- | -------------------- |
| -     | 11 décembre 2020 | Gundersen individuel HS 100 / 5 km | Épreuves annulées | Épreuves annulées | Épreuves annulées | Épreuves annulées    |
| -     | 12 décembre 2020 | Gundersen individuel HS 100 / 5 km | Épreuves annulées | Épreuves annulées | Épreuves annulées | Épreuves annulées    |
| -     | 13 décembre 2020 | Gundersen individuel HS 100 / 5 km | Épreuves annulées | Épreuves annulées | Épreuves annulées | Épreuves annulées    |

| Étape | Date            | Épreuve                            | Vainqueur            | Deuxième      | Troisième        | Leader du classement |
| ----- | --------------- | ---------------------------------- | -------------------- | ------------- | ---------------- | -------------------- |
| 1     | 22 janvier 2021 | Gundersen individuel HS 109 / 5 km | Gyda Westvold Hansen | Anju Nakamura | Ayane Miyazaki   | Gyda Westvold Hansen |
| 2     | 23 janvier 2021 | Gundersen individuel HS 109 / 5 km | Gyda Westvold Hansen | Anju Nakamura | Lisa Hirner      | Gyda Westvold Hansen |
| 3     | 24 janvier 2021 | Gundersen individuel HS 109 / 5 km | Gyda Westvold Hansen | Lisa Hirner   | Mari Leinan Lund | Gyda Westvold Hansen |

|                                                              |  |  |  |  |  |  |
| Lahti Championnats du monde junior (9 février au 12 février) |  |  |  |  |  |  |
|                                                              |  |  |  |  |  |  |

| Étape | Date            | Épreuve                            | Vainqueur         | Deuxième          | Troisième         | Leader du classement |
| ----- | --------------- | ---------------------------------- | ----------------- | ----------------- | ----------------- | -------------------- |
| -     | 12 février 2021 | Gundersen individuel HS 111 / 5 km | Épreuves annulées | Épreuves annulées | Épreuves annulées | Épreuves annulées    |
| -     | 13 février 2021 | Mass-start HS 111 / 5 km           | Épreuves annulées | Épreuves annulées | Épreuves annulées | Épreuves annulées    |
| -     | 14 février 2021 | Gundersen individuel HS 111 / 5 km | Épreuves annulées | Épreuves annulées | Épreuves annulées | Épreuves annulées    |

| Étape | Date         | Épreuve                                          | Vainqueur           | Deuxième           | Troisième       | Leader du classement |
| ----- | ------------ | ------------------------------------------------ | ------------------- | ------------------ | --------------- | -------------------- |
| 4     | 12 mars 2021 | Gundersen individuel HS 97 / 5 km                | Tara Geraghty-Moats | Sigrun Kleinrath   | Maria Gerboth   | Gyda Westvold Hansen |
| 5     | 13 mars 2021 | Mass start 5 km / HS 97                          | Tara Geraghty-Moats | Stefaniya Nadymova | Maria Gerboth   | Gyda Westvold Hansen |
| 6     | 14 mars 2021 | Gundersen individuel HS 97 (deux sauts) / 7,5 km | Tara Geraghty-Moats | Sigrun Kleinrath   | Annalena Slamik | Sigrun Kleinrath     |

### Compétition masculine
| Étape | Date             | Épreuve                             | Vainqueur     | Deuxième          | Troisième              | Leader du classement |
| ----- | ---------------- | ----------------------------------- | ------------- | ----------------- | ---------------------- | -------------------- |
| 1     | 11 décembre 2020 | Gundersen individuel HS 100 / 10 km | Jakob Lange   | Simon Hüttel (de) | Wendelin Thannheimer   | Jakob Lange          |
| 2     | 12 décembre 2020 | Mass start 10 km / HS 100           | Julian Schmid | Jakob Lange       | Niklas Malacinski (de) | Jakob Lange          |
| 3     | 13 décembre 2020 | Gundersen individuel HS 100 / 10 km | Julian Schmid | Jakob Lange       | David Mach             | Jakob Lange          |

| Étape | Date            | Épreuve                             | Vainqueur             | Deuxième       | Troisième     | Leader du classement |
| ----- | --------------- | ----------------------------------- | --------------------- | -------------- | ------------- | -------------------- |
| 4     | 15 janvier 2021 | Gundersen HS 140 / 5 km             | Simen Tiller          | Espen Andersen | Philipp Orter | Jakob Lange          |
| 5     | 16 janvier 2021 | Gundersen individuel HS 140 / 10 km | Manuel Einkemmer (de) | Simen Tiller   | Philipp Orter | Jakob Lange          |
| 6     | 17 janvier 2021 | Gundersen individuel HS 140 / 10 km | Simen Tiller          | Espen Andersen | Jakob Lange   | Jakob Lange          |

| Étape | Date            | Épreuve                             | Vainqueur                  | Deuxième           | Troisième     | Leader du classement |
| ----- | --------------- | ----------------------------------- | -------------------------- | ------------------ | ------------- | -------------------- |
| 7     | 22 janvier 2021 | Gundersen individuel HS 109 / 10 km | Stefan Rettenegger         | Espen Andersen     | Simen Tiller  | Jakob Lange          |
| 8     | 23 janvier 2021 | Gundersen individuel HS 109 / 10 km | Espen Andersen             | Stefan Rettenegger | Philipp Orter | Jakob Lange          |
| 9     | 24 janvier 2021 | Gundersen individuel HS 109 / 10 km | Leif Torbjørn Næsvold (en) | Simen Tiller       | Philipp Orter | Simen Tiller         |

| Étape | Date           | Épreuve                             | Vainqueur        | Deuxième                | Troisième          | Leader du classement |
| ----- | -------------- | ----------------------------------- | ---------------- | ----------------------- | ------------------ | -------------------- |
| 10    | 6 février 2021 | Gundersen individuel HS 130 / 10 km | Andreas Skoglund | Lars Buraas (de)        | Wille Karhumaa     | Simen Tiller         |
| 11    | 7 février 2021 | Gundersen individuel HS 130 / 10 km | Lars Buraas (de) | Kasper Moen Flatla (en) | Jared Shumate (it) | Simen Tiller         |

|                                                              |  |  |  |  |  |  |
| Lahti Championnats du monde junior (9 février au 12 février) |  |  |  |  |  |  |
|                                                              |  |  |  |  |  |  |

| Étape | Date            | Épreuve                             | Vainqueur         | Deuxième          | Troisième         | Leader du classement |
| ----- | --------------- | ----------------------------------- | ----------------- | ----------------- | ----------------- | -------------------- |
| -     | 12 février 2021 | Gundersen individuel HS 111 / 10 km | Épreuves annulées | Épreuves annulées | Épreuves annulées | Épreuves annulées    |
| -     | 13 février 2021 | Mass-start HS 111 / 10 km           | Épreuves annulées | Épreuves annulées | Épreuves annulées | Épreuves annulées    |
| -     | 14 février 2021 | Gundersen individuel HS 111 / 10 km | Épreuves annulées | Épreuves annulées | Épreuves annulées | Épreuves annulées    |

| Étape | Date         | Épreuve                                         | Vainqueur     | Deuxième               | Troisième     | Leader du classement |
| ----- | ------------ | ----------------------------------------------- | ------------- | ---------------------- | ------------- | -------------------- |
| 12    | 12 mars 2021 | Gundersen individuel HS 97 / 10 km              | Terence Weber | Lars Ivar Skårset (en) | Simen Tiller  | Simen Tiller         |
| 13    | 13 mars 2021 | Mass start 10 km / HS 97                        | Terence Weber | Lars Ivar Skårset (en) | David Mach    | Simen Tiller         |
| 14    | 14 mars 2021 | Gundersen individuel HS 97 (deux sauts) / 15 km | Terence Weber | Simen Tiller           | Julian Schmid | Simen Tiller         |